# San Juan Jabloteh FC
San Juan Jabloteh är en fotbollsklubb baserad i San Juan, Trinidad och Tobago som spelar i TT Pro League. Laget spelar sina hemmamatcher på Hasely Crawford Stadium i Port of Spain, Trinidad.

## Meriter
Inhemska
- TT Pro League:
  - Vinnare (4): 2002, 2003, 2007, 2008

- Pro League Big Six:
  - Vinnare (2): 2006, 2008

- FA Trophy:
  - Vinnare (2): 1998, 2005

- First Citizens Bank Cup:
  - Vinnare (2): 2000, 2003
  - Tvåa (1): 2005

- Digicel Pro Bowl:
  - Vinnare (3): 2003, 2005, 2006
  - Tvåa (1): 2001, 2004

- Toyota Classic:
  - Vinnare (1): 2008
  - Tvåa (2): 2007, 2009

Internationella
- CFU Club Championship:
  - Vinnare (1): 2003
  - Tvåa (1): 2006
  - Trea (1): 2009